# General Treviño
General Treviño es una localidad del estado mexicano de Nuevo León. Es cabecera del municipio de General Treviño.

## Demografía
| Censo | Población |
| ----- | --------- |
| 1900  | 1008      |
| 1910  | 1150      |
| 1921  | 1453      |
| 1930  | 1627      |
| 1940  | 1674      |
| 1950  | 1500      |
| 1960  | 1546      |
| 1970  | 1675      |
| 1980  | 1476      |
| 1990  | 1612      |
| 1995  | 1455      |
| 2000  | 1465      |
| 2005  | 1199      |
| 2010  | 1019      |
| 2020  | 1424      |